# Near-Earth Asteroid Scout
Der Near-Earth Asteroid Scout (kurz: NEA-Scout) war eine Cubesat-Raumsonde der NASA mit Sonnensegelantrieb.
Das Missionsziel war ein Vorbeiflug am Asteroid 2020 GE. Der Start erfolgte mit der Artemis-1-Mission am 16. November 2022. Die Flugzeit bis zu 2020 GE einschließlich mehrerer Swing-by-Manöver am Mond sollte etwa ein Jahr betragen.
Nach dem Start konnte das Team keine Kommunikation mit der Sonde herstellen. Auch die Entfaltung des Sonnensegels konnte per Teleskop nicht bestätigt werden, obwohl das erwartet worden war. Auch wenn der NEA-Scout auf der Webseite der Mission weiter als aktiv gekennzeichnet ist, gab es keine weiteren Updates zum Status.

## Übersicht
Die Mission wurde vom Human Exploration and Operations Mission Directorate der NASA finanziert. Erdnahe Asteroiden (NEA) sind für die Wissenschaft von Interesse. Damit die NASA diese kleinen Objekte möglicherweise mit Astronauten erkunden kann, ist eine Erkundung mit unbemannten Raumsonden notwendig. Dabei sollen Risiken minimiert und Informationen gesammelt werden. 
Die NEA Scout-Raumsonde war einer von zehn CubeSats, die als sekundäre Nutzlast auf dem Jungfernflug des Space Launch System (SLS), einer Mission namens Artemis 1, gestartet wurden. Um die physikalischen Eigenschaften eines erdnahen Objekts zu messen, sollte die Raumsonde einen langsamen (10–20 m/s) und nahen (<1 Meile) Vorbeiflug am Asteroiden durchführen.

## Missionsziele
Die NEA-Scout-Mission sollte zeigen, dass eine kostengünstige Erkundung von Asteroiden mit kleinen Raumfahrzeugen möglich ist. Deshalb wurde das Raumfahrzeug von einem Sonnensegel angetrieben. Es sollte eine Methode entwickelt werden, erdnahe Asteroiden mit einer Größe von 1 – 100 m zu charakterisieren. NEAs im Bereich von 1 – 100 m sind schlecht charakterisiert, da ihre Erkennung, Beobachtung und Verfolgung schwierig ist. Es wird angenommen, dass Objekte im Größenbereich von 1 bis 100 m Fragmente größerer Objekte beziehungsweise Objekte eines Trümmerhaufens sein könnten. Die Charakterisierung von NEAs mit einem Durchmesser größer als 20 m ist für die Abwehr eines Impakts auf die Erde von großer Relevanz.

## Ziel
Ursprünglich war der Asteroid 1991 VG als Ziel geplant. Aufgrund der Verzögerung der Trägerrakete SLS wurde stattdessen 2020 GE als Ziel bestimmt. Der Asteroid näherte sich der Erde im September 2023 auf rund 5,7 Millionen Kilometer. Zu diesem Zeitpunkt sollte der NEA-Scout seinen Vorbeiflug am Asteroiden durchführen. Die Raumsonde sollte sich auf weniger als eine Meile nähern und mit weniger als 30 m/s den langsamsten Vorbeiflug eines Raumfahrzeugs an einem Asteroiden machen.
2020 GE ist nicht mehr als 18 Meter breit und sollte das kleinste Objekt sein, das bisher von Raumfahrzeugen erforscht wurde.

## Nutzlast
Die Beobachtungen sollten mit einem 6U CubeSat durchgeführt werden, der einen nahen Vorbeiflug durchführt. Die physikalischen Eigenschaften des erdnahen Objekts hätten mit einer hochauflösenden monochromatischen Kamera gemessen werden können. Dabei wäre eine ECAM M-50 von Malin Space Science Systems verwendet worden, um die genaue Positionierung des Ziels (eigentliche Position und Vorhersage), die Rotationsrate mit der Pole-Position, die Masse, die Dichte, die Kartierung von Partikeln sowie Trümmerfeldern in der Zielumgebung, die Albedo und der Asteroidenspektraltyp, die Oberflächenmorphologien und -eigenschaften sowie die Regolitheigenschaften zu erfassen. Die Mission sollte das Deep Space Network der NASA als Hauptkomponente für Kommunikation und Tracking nutzen.